# Северодвинск (станция)
Северодвинск — пассажирско-грузовая железнодорожная станция Архангельского региона Северной железной дороги, находящаяся в городе Северодвинске Архангельской области.

## Дальнее следование по станции
| № поезда      | Маршрут движения      | № поезда      | Маршрут движения      |
| ------------- | --------------------- | ------------- | --------------------- |
| 115 «Поморье» | Северодвинск — Москва | 116 «Поморье» | Москва — Северодвинск |

## Пригородное сообщение по станции
| № поезда | Маршрут движения           |
| -------- | -------------------------- |
| 6501     | Северодвинск — Лайская     |
| 6502     | Лайская — Северодвинск     |
| 6503     | Северодвинск — Лайская     |
| 6504     | Лайская — Северодвинск     |
| 6555     | Северодвинск — Нёнокса     |
| 6556     | Нёнокса — Северодвинск     |
| 6557     | Северодвинск — Нёнокса     |
| 6558     | Нёнокса — Северодвинск     |
| 6563     | Северодвинск — Архангельск |
| 6562     | Архангельск — Северодвинск |
| 6567     | Северодвинск — Архангельск |
| 6566     | Архангельск — Северодвинск |

## Адрес вокзала
Россия, Архангельская область, г. Северодвинск, Железнодорожная ул., 3/2.